# Білас Михайло Якимович
Михайло Якимович Білас (1 серпня 1924, с. Креховичі, нині Калуського району, Івано-Франківської області — 25 січня 2016, Трускавець, Львівська область) — український митець художнього текстилю, експозиціонер, майстер гобелену, головний художник будинків моди (Львів, Харків, Київ). Народний художник України (1995), член Спілки художників України (1967).

## Життєпис
У 27 років батька — лісничого в третьому поколінні — перевели на Дрогобиччину у село Медвежа. Михайло закінчив Дрогобицьку гімназію, потім навчався у хореографічній студії. Мав чудовий голос, навчився добре танцювати. Закінчивши клас вокалу, пішов відразу на другий курс художнього училища І. Труша у Львові.
У 29 років знову став студентом відділення художнього текстилю Львівського інституту ужиткової і декоративної майстерності (нині Львівська національна академія мистецтв). Шість років напруженого навчання в інституті, яке закінчив у 1959 році.
У 1959—1973 роках старший і головний художник-модельєр будинків моделей у Львові, Харкові, Києві. Від 1967 року він — член Львівської Спілки художників України.

## Творчість

Гобелен «Лісова пісня»

Михайло Білас — автор експозиції давнього періоду Національного музею народного мистецтва Гуцульщни та Покуття (м. Коломия), побудованої у 1970—1972 роках.
Асортимент творів Михайла Біласа: гобелени, килими, міні-гобелени, аплікації, вишиті килимки, сервети, ляльки. Застосовуючи різні техніки ткання, Михайло Білас створив неповторні художні роботи — шедеври українського мистецтва.
Митець постійно проживав і творив у місті Трускавці Львівської області. У 1992 році тут відкрили Художній музей Михайла Біласа. У 1995 році присвоєно звання Народного художника України. Твори майстра зберігаються також у багатьох музеях України, за кордоном та у приватних збірках, зокрема в Національному музеї народного мистецтва Гуцульщини та Покуття імені Й. Кобринського — 32 роботи митця.
Михайло Білас — учасник виставок у містах Коломиї, Києві, Львові, а також закордонних — у Канаді, США, Югославії, Бельгії, Франції, Німеччині, Індії тощо. Пишноту зробленого цим українським художником з тріумфом побачив світ у 1960 році на міжнародній виставці в Делі. Через рік виставки відбулися у Польщі, Болгарії, Канаді, Франції, Німеччині, Румунії. Лише вдома, в СРСР, у місті Львові, виставка Біласа відбулася аж через 7 років. Потім — у 1970, 1977, 1984, 1991, 1992, 1999 роках; у Києві — в 1978, 1992, Умані, Каневі — в 1978, Дрогобичі — 1986, Бельгії, Югославії, Тарту — в 1972, Харкові — в 1991, Москві — 1971, 1972, Івано-Франківську — 1979, Коломиї — з 1971 по 1999 роки — 6 щорічних виставок. Польща організувала ще одну виставку в 1991 році.